# Гиалова
Гиалова  (греч. Γιάλοβα; также известна как Дивари, от лат. vivarium ― садок) ― солоноватый водоём (лагуна) на территории общины Пилос-Нестор, Греция. Располагается в 6 километрах к северу от Пилоса. Лагуна является частью залива Войдокилья и принадлежит к уникальной экосистеме, которая представляет собой заповедную зону. Вся территория залива, вместе с Наваринской бухтой и островом Сфактерия, относится к сети охранных участков «Натура 2000», находящейся под охраной Европейского союза.

## Фауна
Лагуна является средой обитания диких животных, в первую очередь ― перелётных птиц, которые останавливаются здесь на пути из Африки в Северную Европу. Здесь также распространены многие виды млекопитающих, рептилий, амфибий и рыб. Среди них ― африканский хамелеон, который находится под угрозой исчезновения. Считается, что этот вид появился в регионе во времена римского правления, так же, как он появится и в других регионах Pax Romana: например, на Пиренейском полуострове, Мальте и Кипре.

## Археология
Территория объявлена археологической зоной. Здесь находятся такие уникальные памятники древности, как гробница Фрасимеда в Войдокилии, руины Пилоса классической эпохи на Корифасионе и Палеокастро, пещера Нестора, царя Пилоса. В 1960 году на месте Дивари под руководством Н. Ялоуриса были проведены раскопки эллинистического некрополя. Во время работ было обнаружено несколько нетронутых курганов. Помимо костных останков, в могилах нашлись уникальные артефакты: главным образом керамические изделия, а также монеты, предметы, изготовленные из различных металлов и ювелирные изделия. Среди находок выделяются дельтаобразный аскос, глиняное сито, маленькая тарелка изготовлена из фаянса и рыбные тарелки. Эти находки ныне хранятся в Археологическом музее Пилоса.